# Куковце
Куковце (алб. Kuk) је насељено место у општини Призрен, на Косову и Метохији. Према попису становништва из 2011. у насељу је живело 1.658 становника.

## Становништво
Према попису из 2011. године, Куковце има следећи етнички састав становништва:
| Националност | 2011.          |
| Албанци      | 1.657 (99,94%) |
| Бошњаци      | 1 (0,06%)      |
| Укупно       | 1.658          |

| Демографија | Демографија | Демографија |
| Година      | Становника  | Становника  |
| ----------- | ----------- | ----------- |
| 1948.       | 640         |             |
| 1953.       | 655         |             |
| 1961.       | 669         |             |
| 1971.       | 985         |             |
| 1981.       | 1.335       |             |
| 1991.       | 1.619       |             |
| 2011.       | 1.658       |             |